# Кочу (Бістріца-Несеуд)
Кочу (рум. Cociu) — село у повіті Бистриця-Несеуд в Румунії. Входить до складу комуни Шинтеряг.
Село розташоване на відстані 339 км на північний захід від Бухареста, 21 км на захід від Бистриці, 66 км на північний схід від Клуж-Напоки.

## Населення
За даними перепису населення 2002 року у селі проживали 1135 осіб. Рідною мовою 1134 особи (99,9%) назвали румунську.
Національний склад населення села:
| Національність | Кількість осіб | Відсоток |
| -------------- | -------------- | -------- |
| румуни         | 1095           | 96,5%    |
| цигани         | 40             | 3,5%     |